# Luke Hughes
Luke Hughes (Mánchester, Nuevo Hampshire, 9 de septiembre de 2003) es un jugador profesional estadounidense de hockey sobre hielo que se desempeña en la posición de defensor izquierdo en New Jersey Devils, equipo de la National Hockey League (NHL).

## Carrera
Fue seleccionado en la primera ronda en la NHL Entry Draft de 2021. En 2022 hizo su debut profesional con el equipo New Jersey Devils, donde lleva jugando dos temporadas.